# Denis Buican
Denis Buican é um biologista, filósofo e historiador francês. Nasceu em Bucareste, em 1934. Foi professor da universidade de Paris X-Nanterre (1983-2003).

## Obra
- L'éternel retour de Lyssenko, Paris, Copernic, 1978.
- Sur-être ? Hérédité et avenir de l'homme, Paris, Serge Fleury/L'Harmattan, 1983.
- Histoire de la génétique et de l'évolutionnisme en France, Paris, PUF, 1984.
- A genetica e a evoluçao, Lisboa, Europa-America, 1987 (La génétique et l'évolution, Paris, PUF, 1986).
- Darwin e o darwinismo, Rio de Janeiro, Zahar, 1990 (Darwin et le darwinisme, Paris, PUF, 1987).
- Génétique et pensée évolutionniste, Paris, Sedes, 1987.
- Lyssenko et le lyssenkisme, Paris, PUF, 1988.
- La révolution de l'évolution, Päris, PUF, 1989.
- Biognoséologie. Evolution et révolution de la connaissance, Paris, Kimé, 1993.
- Jean Rostand, le patriarche iconoclaste de Ville d'Avray, Paris, Kimé, 1994.
- L'évolution. La grande aventure de la vie, Paris, Nathan, 1995.
- Éthologie comparée, Paris, Hachette, 1995.
- L'évolution et les théories évolutionnistes, Paris, Masson, 1997.
- Dicionário da biologia, Lisboa, Circulo de Leitores, 2002 (Dictionnaire de biologie. Notions essentielles, Paris, Larousse, 1997).
- L'épopée du vivant. L'évolution de la biosphère et les avatars de l'homme, Paris, Frison-Roche, 2003.
- L'odyssée de l'évolution, Paris, Ellipses, 2008.
- Mendel dans l'histoire de la génétique, Paris, Ellipses, 2008.
- Darwin dans l'histoire de la biologie, Paris, Ellipses, 2008.